# Strawberry Fields (minnesplats)

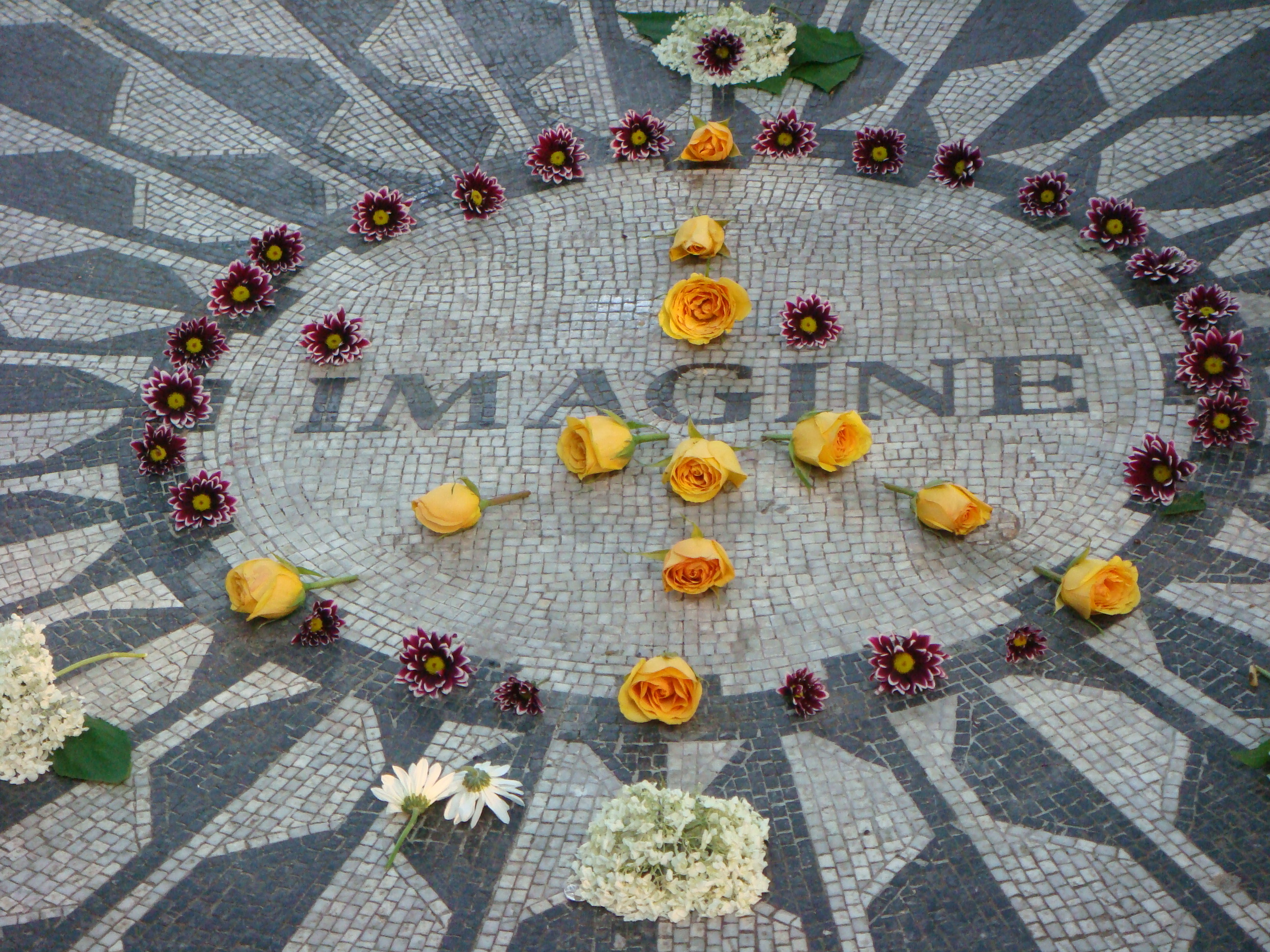
En fredssymbol placerad i minnesmärket. Imagine är en sång av John Lennon

Strawberry Fields är en 10 000 kvadratmeter stor del av Central Park i New York som hedrar Beatlesmedlemmen John Lennon. Inuti området finns ett minnesmärke, en mosaik med texten "Imagine".
Platsen och minnesmärket är belägna nära bostaden i Dakota Building utanför vilken John Lennon mördades. Platsen är uppkallad efter Beatleslåten Strawberry Fields Forever, som i sin tur är uppkallad efter ett av Frälsningsarméns barnhem, Strawberry Field i John Lennons barndomsstad Liverpool. Minnesmärkets text, "Imagine" kommer efter en John Lennon-låt med samma namn.

## Historik och formgivning
Platsen formgavs av Central Parks chef över landskapsarkitekterna Bruce Kelly och den invigdes den 9 oktober 1985. Datumet är John Lennons födelsedag och platsen invigdes av Lennons änka Yoko Ono.
Ingången till minnesplatsen ligger vid West 72nd Street, mitt över Dakota Building i vilken John Lennon hade en lägenhet och utanför vilken han mördades. Det är triangelformad  del av Central Park och dess centrala plats har ett mosaikbelagd minnesmärke. Mosaiken är gjord av sjösten av portugisiska hantverkare och är en gåva från den portugisiska huvudstaden Lissabon. Den är en kopia av en mosaik som tagits fram i Pompeji med ordet imagine adderat i mitten. Imagine är titeln på en av John Lennons mest kända låtar. Längs mosaikens kanter står bänkar som är donerade till minne av andra personer. Andra länder som sponsrade minnesplatsen är listade på en glimmerskifferplatta. Yoko Ono, som fortfarande har lägenhet i Dakota Building, donerade en miljon dollar till minnesplatsen och dess framtida underhåll.
Området är en tyst zon i parken med små gräsklädda gläntor och berghällar som ramas in och skyddas av träd och buskar. Där finns bland annat rododendron, järnek, kryddbuskeväxter, ljungväxten bredbladig kalmia och praktmagnolia. Vid ena sidan har tre stycken exemplar av kinesisk sekvoja planterats. Dessa kommer att kunna bli 36 meter höga inom 100 år och kommer då att vara synliga över en stor del av parken. Sekvojorna fäller barren varje år och står som symbol för evig förnyelse.